# Pompeio Arrigoni
Pour les articles homonymes, voir Arrigoni.
Pompeio Arrigoni (né en 1552 à Rome, alors capitale des États pontificaux, et mort le 4 avril 1616 à Naples) est un cardinal italien de la fin du XVIe siècle et du début du XVIIe siècle. Sa famille est originaire de Milan ou de Côme. Il est l'oncle du cardinal Ciriaco Rocci (1629) et le grand-oncle du cardinal Bernardino Rocci (1675).

## Biographie
Pompeio Arrigoni étudie à l'université de Pérouse, puis à celles de Bologne et de Pise. Il est professeur à Rome, avocat des dossiers du roi Philippe II d'Espagne à Rome et auditeur de la rote romaine.
Il est créé cardinal par le pape Clément VIII lors du consistoire du 5 juin 1596. Le cardinal Arrigoni est dataire des papes Léon XI et Paul V et secrétaire de la congrégation de l'Inquisition de 1605 à 1616. Il est nommé archevêque de Bénévent en 1607 et est consacré le 24 février de la même année par le pape Paul V avec comme co-consécrateurs Ludovico de Torres et Marcello Lante.
Le cardinal Arrigoni participe aux deux conclaves de 1605 (élection de Léon XI et de Paul V).
À la même époque, il commande Le Sacrifice d'Isaac au peintre Lodovico Cigoli. Cette œuvre est aujourd'hui conservée à la galerie Palatine de Florence.

## Succession apostolique
Pompeio Arrigoni a ordonné les évêques suivants :
- Évêque Bartolomeo Giorgi, O.F.M. (1609)
- Évêque Petrus Federici (en) (1609)